# 格勒诺布尔主教座堂

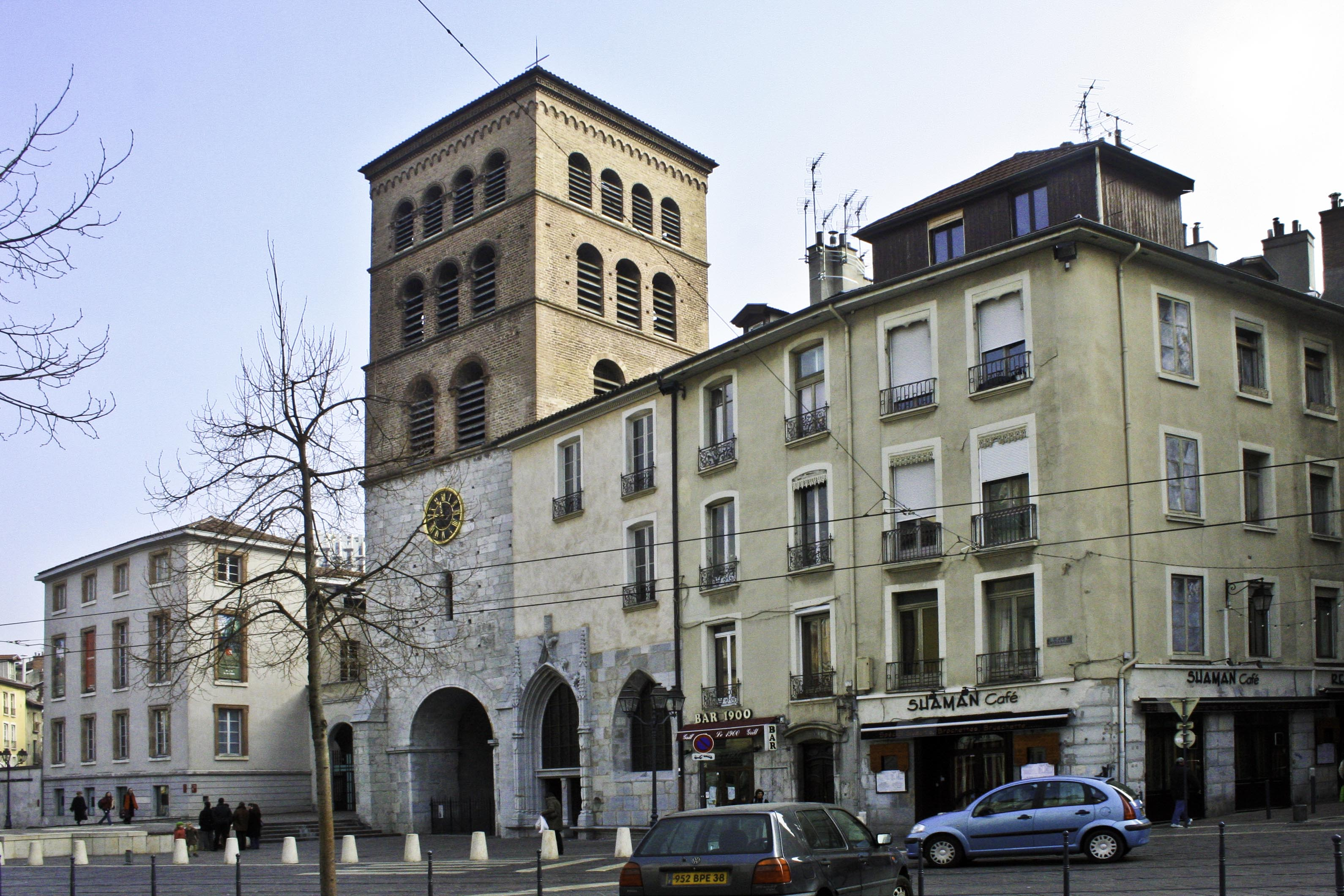
格勒诺布尔主教座堂

格勒诺布尔圣母主教座堂 (Cathédrale Notre-Dame de Grenoble)是天主教格勒诺布尔-维埃纳教区的主教座堂，法国国家古迹，位于法国城市格勒诺布尔。
该堂创建于902年，13世纪重建。19世纪再次彻底重建。